# Чередник, Иван Владимирович
Иван Владимирович Чередник (англ. Ivan Cherednik; род. 1951) — российский и американский математик.
Научные интересы — теория представлений, математическая физика и алгебраическая комбинаторика.

## Биография
Родился 3 декабря 1951 года в Москве.
Обучался в Московском государственном университете, который окончил в 1973 году. Ученик Ю. И. Манина. Работал в Математическом институте им. В. А. Стеклова РАН.
В 1998 году был участником и докладчиком на Международном конгрессе математиков в Берлине.
В настоящее время является профессором математики в Университете Северной Каролины в Чапел-Хилл (США), специализируется в комбинаторике.